# Raymond Chandler
Raymond Thornton Chandler (Chicago, 23 luglio 1888 – La Jolla, 26 marzo 1959) è stato uno scrittore e sceneggiatore statunitense, uno dei più importanti autori di narrativa hardboiled, creatore del detective Philip Marlowe.

## Biografia
Chandler nacque a Chicago, Illinois, nel 1888, da padre statunitense e madre irlandese; nel 1895, al divorzio dei genitori, fu portato dalla madre in Gran Bretagna. Nel 1907 prese la cittadinanza britannica e nel 1912 tornò negli Stati Uniti con la madre; nel 1917 si arruolò nell'esercito canadese e combatté in Francia.
Negli anni venti conobbe l'amore della sua vita, Cissy Pascal, moglie di un pianista, di 18 anni più vecchia; per lui la donna divorziò dal marito, ma si sposarono solo nel 1924, alla morte della madre di Chandler, contraria a quest'unione. Iniziò un periodo di relativa tranquillità, fino al 1931 circa; Chandler fece carriera in una serie di aziende petrolifere e non scriveva più, nemmeno come giornalista. Anni dopo confessò di aver odiato quel lavoro per cui, nonostante il successo, ai primi degli anni trenta entrò in crisi: il matrimonio non funzionava, iniziò ad avere rapporti extra-coniugali con le segretarie e soprattutto iniziò a bere, avendo problemi al lavoro (come il suo alter-ego, Philip Marlowe). 
Nel 1932 il licenziamento portò Chandler a una crisi esistenziale ed economica: provò una sorta di "disperazione rabbiosa e speranzosa" che gli fece dire: "io sono vivo, attraverso la pagina, attraverso il racconto".
Iniziò a scrivere per Pulp magazine per guadagnarsi da vivere e nel 1933 pubblicò il primo racconto, I ricattatori non sparano, sulla rivista Black Mask, che pubblicava racconti di vita vissuta, di indagini della strada, pieni di azione, inseguimenti e casi risolti con "pugni e pistole". Chandler ammirava Dashiell Hammett che, a suo dire, aveva restituito il delitto alla gente, perché "se la gente ammazza qualcuno lo fa per un motivo". Pur non guadagnando molto, Chandler era soddisfatto, e il rapporto con la moglie tornò sereno.
Nel 1939 pubblicò il suo primo romanzo, Il grande sonno, dove compare per la prima volta il detective Philip Marlowe, che si muove nella Los Angeles corrotta del decennio degli anni trenta. Il libro ottenne un discreto risultato ma solo nel 1942, quando fu scoperto da Hollywood, Chandler ottenne il vero successo sia come romanziere che come sceneggiatore, per cui nel 1943 firmò un contratto con la Paramount. Dal 1939 al 1953 scrisse una trentina di racconti, otto romanzi e un racconto incompiuto, tutti col detective Marlowe come protagonista, alcuni dei quali sono capolavori. 
Come sceneggiatore per Hollywood, Chandler traspose per il cinema molti suoi romanzi, con Robert Mitchum ed Humphrey Bogart considerati i migliori interpreti del suo rude detective dal cuore d'oro. Il suo lavoro a Hollywood incluse anche sceneggiature per altri noir e polizieschi: La fiamma del peccato (1944) di Billy Wilder, Il fantasma (1945) di Lewis Allen, La dalia azzurra (1946) di George Marshall e L'altro uomo (1951) di Alfred Hitchcock. 
Chandler ricominciò a bere e tentò una sorta di suicidio nel 1955, un anno dopo la morte dell'adorata Cissy. Morì di polmonite a La Jolla nel 1959, prima di terminare l'ottavo romanzo della saga di Marlowe. Nel 1988, per il centenario della sua nascita, al giallista Robert B. Parker fu dato il compito di terminare l'ultima opera di Chandler.

## Pensiero
Chandler fu molto critico verso il romanzo giallo tradizionale per la sua mancanza di realismo, che bene espresse nel saggio intitolato La semplice arte del delitto scritto nel 1944 per la nota rivista The Atlantic Monthly di Boston. La semplice arte del delitto, come scrivono Massimo Bonfantini e Carlo Oliva, resta un testo molto interessante. Esprime idee sensate sul come costruire un romanzo giallo e quali sono il significato e la funzione di questa forma di letteratura. Contiene, soprattutto, una durissima polemica contro il giallo "classico" degli anni venti e trenta (e naturalmente i suoi prodotti tardivi).
Chandler si dimostrò inoltre molto critico nei confronti dei romanzi di grande successo popolare, come quelli di Freeman Crofts, Dorothy Sayers, Agatha Christie e il suo giudizio diventa ancor più duro verso i seguaci statunitensi di questo genere letterario, soprattutto S. S. Van Dine. Egli si distingue da loro non solo per la trama dei suoi romanzi e racconti, ma anche per lo stile originale, accurato ed efficace soprattutto nell'uso del discorso diretto, che ricorda per certi versi scrittori più considerati dalla critica, come ad esempio Hemingway. Chandler in pratica seguì la strada della narrativa hard boiled iniziata da Dashiell Hammett.
Il suo personaggio di gran lunga più famoso è l'investigatore duro ma onesto, riflessivo e tormentato, Philip Marlowe, portato sullo schermo con interpretazioni di vario calibro da attori come Dick Powell, Robert Mitchum, James Garner, Elliott Gould e soprattutto l'indimenticabile Humphrey Bogart. Considerato a lungo niente più di un brillante artigiano, Chandler comincia a essere rivalutato come scrittore a tutto tondo: recentemente si è dedicata maggiore attenzione alla sua complessa biografia, che ne fa un vero e proprio intellettuale prestato al giallo, si è sottolineato il suo forte legame culturale con la Gran Bretagna (dove aveva studiato) e sono state notate numerose affinità tematiche e simboliche con il modernismo.
Man mano che l'accettazione del giallo nell'ambito della letteratura in generale si fa sempre più diffusa, Raymond Chandler viene sempre più considerato un eccentrico esponente marginale del modernismo. Nel 1955 con il libro The Long Goodbye (Il lungo addio) egli vinse il Premio più importante nel campo del giallo: l'Edgar Allan Poe Award.

## Lo stile e la critica
Gli scritti di Chandler, sia i romanzi che i racconti brevi, hanno ridefinito il genere del giallo investigativo, detto anche noir. La sua prosa evocativa descrive in modo approfondito l'area di Los Angeles degli anni trenta e quaranta del XX secolo, e sebbene utilizzi sempre degli pseudonimi, i luoghi che descrive sono reali: Bay City è Santa Monica, Gray Lake è Silver Lake e Idle Valley è la San Fernando Valley.
Il personaggio più noto di Chandler è indubbiamente il detective Philip Marlowe. Contrariamente allo stereotipo del genere, Marlowe non è il classico uomo tutto d'un pezzo, bensì un individuo complesso, sentimentale, con pochi amici, colto (ha studi universitari ed è appassionato di scacchi e musica classica) e dai forti principi morali.
Scrittori come per esempio W. H. Auden, Evelyn Waugh e Ian Fleming ammiravano profondamente la prosa di Chandler: in una discussione durante una trasmissione radiofonica, Fleming disse che Chandler offriva "alcuni dei dialoghi più raffinati della prosa moderna". Non vanno comunque dimenticati i modelli ai quali lo stesso Chandler si ispirò, su tutti Dashiell Hammett. Sebbene oggi goda di ottime recensioni, Chandler non fu mai molto apprezzato dai critici a lui contemporanei: per esempio in una intervista al Washington Post il critico Patrick Anderson descriveva le sue trame come "sconclusionate e incoerenti", pur ammettendo che Chandler fosse il più lirico dei grandi narratori di crime story.
Di sicuro, Chandler fu sempre molto apprezzato dagli sceneggiatori del grande schermo: basti pensare che, di tutti i suoi romanzi, il solo Ancora una notte è l'unico a non essere mai stato adattato per il cinema. Il film più noto basato sui suoi scritti è Il grande sonno (1946), diretto da Howard Hawks con Humphrey Bogart nel ruolo di Philip Marlowe.

## Opere

### Romanzi
- 1939, Il grande sonno (The Big Sleep)
  - trad. Tarquinio e Clementina Maiorino (1948)
  - trad. Ida Omboni (1958)
  - trad. Oreste Del Buono (1987) ISBN 88-07-04016-6 ISBN 88-07-81083-2
  - trad. Eileen Romano (per la lettura di Mario Scarabelli) (1995) ISBN 88-86717-16-4
  - trad. Gianni Pannofino (2019) ISBN 978-88-459-3438-4
- 1940, Addio, mia amata (Farewell, My Lovely)
  - trad. Giuseppe Trevisani (1953) ISBN 88-07-81219-3 ISBN 88-07-04021-2
- 1942, Finestra sul vuoto (The High Window)
  - trad. Ida Omboni (1963) ISBN 88-07-81213-4 ISBN 88-07-70004-2
- 1943, La signora nel lago (The Lady in the Lake)
  - stampato nel 1947 con il titolo In fondo al lago nella collana «Giallo Mondadori», n. 26; e nel 1963 nella collana «I capolavori dei gialli», n. 237
  - trad. Ida Omboni (1980)
  - trad. Oreste del Buono (1988) ISBN 88-07-81250-9 ISBN 88-07-04019-0 ISBN 978-88-07-81250-7
- 1949, La sorellina (The Little Sister)
  - stampato nel 1950 con il titolo Troppo tardi nella collana «Giallo Mondadori», n. 93; e nel 1964 nella collana «I capolavori dei gialli», n. 248
  - trad. Ida Omboni (1989) ISBN 88-07-81115-4 ISBN 88-07-04023-9
- 1953, Il lungo addio (The Long Good-Bye)
  - trad. Bruno Oddera (1956) ISBN 88-07-81177-4 ISBN 88-07-04022-0 ISBN 978-88-07-81177-7
  - trad. Luca Lamberti (per la lettura di Adolfo Fenoglio) (1995) ISBN 88-86717-01-6
- 1958, Ancora una notte (Playback)
  - trad. Adriana Pellegrini (1959) ISBN 88-07-81214-2 ISBN 88-07-70008-5
  - trad. Antonio Franchini (1988) ISBN 88-04-30799-4
- 1959, The Poodle Springs Story (The Poodle Springs Story) (incompleto)
- 1989, Poodle Springs (Poodle Springs) (completato da Robert B. Parker)
  - trad. Stefano Galli (1990) ISBN 88-04-35941-2 ISBN 88-04-33623-4
  - stampato nel 1991 nella collana «Giallo Mondadori», n. 2227
- Tutto Marlowe investigatore, a cura di Oreste del Buono (1970-1971), trad. Alberto Tedeschi, Ida Omboni, Giuseppe Trevisani, Oreste del Buono, 2 volumi (con il saggio Un uomo migliore per un mondo peggiore del curatore, antologia, contiene: vol. 1: Il testimone; Il grande sonno; Addio, mia amata; Finestra sul vuoto; In fondo al lago; vol. 2: Troppo tardi; Il lungo addio; Ancora una notte; La matita; Poodle Springs Story; La semplice arte del delitto; Ancora sul giallo; Lettere in giallo) ISBN 88-04-08459-6
- trad. Laura Grimaldi in Romanzi e racconti, 2 volumi, a cura di Stefano Tani (2005) (con il saggio Cavalieri senza graal del curatore, cronologia, note e bibliografia) ISBN 88-04-52049-3 ISBN 88-04-52050-7

### Racconti
- 1933, I ricattatori non sparano (Blackmailers Don't Shoot)
- 1934, Un delitto imperfetto (Smart-Aleck Kill)
- 1934, Il testimone (Finger Man)
- 1935, In un giorno di pioggia (Killer in the Rain)
- 1935, Gas di Nevada (Nevada Gas)
  - trad. di Piero Malvano (con altri racconti polizieschi), Collana Amena n.82, Milano, Garzanti, 1950.
- 1935, Sangue spagnolo (Spanish Blood)
  - trad. Piero Malvano (con altri racconti "polizieschi"), Collana Amena n.75, Milano, Garzanti, 1950.
- 1936, Pistole al "Cyrano" (Guns at Cyrano's)
- 1936, L'uomo a cui piacevano i cani (The Man Who Liked Dogs)
- 1936, Pick-Up in Noon Street (Noon Street Nemesis - Nemesi in Noon Street)
- 1936, Pesci rossi (Goldfish)
- 1936, Lo scomparso (The Curtain)
- 1937, Cercate la ragazza (Try the Girl)
  - Gialli K350 #2, Feltrinelli 1966
- 1937, La giada cinese (Mandarin's Jade)
- 1938, Il vento rosso (Red Wind)
  - trad. Piero Malvano (con altri racconti), Collana Serie Gialla, Milano, Garzanti, 1958.
- 1938, Il re in giallo (The King in Yellow)
- 1938, Blues di Bay City (Bay City Blues)
  - Gialli K350 #2, Feltrinelli 1966
- 1939, La donna nel lago (The Lady in the Lake)
- 1939, Che scocciatura le perle (Pearls Are a Nuisance)
- 1939, Specialista in guai (Trouble Is My Business)
- 1939, Aspetterò (I'll Be Waiting)
- 1939, La porta di bronzo (The Bronze Door)
- 1941, In montagna non c'è pace (No Crime in the Mountains)
- 1951, La polverina del professor Bingo (Professor Bingo's Snuff)
  - trad. di Roberto Pirani, Milano, Marcos y Marcos, 1990, ISBN 88-7168-021-9.
- 1957, Estate inglese (English Summer)
  - trad. di Roberto Pirani, Milano, Marcos y Marcos, 1989, ISBN 88-7168-024-3.
- 1958, La matita (The Pencil, pubblicato anche come Marlowe Takes on the Syndicate e come Wrong Pigeon)
- 1962, Una coppia di scrittori (A Couple of Writers)
- Tutti i racconti di Raymond Chandler: la semplice arte del delitto (The Simple Art of Murder), 2 volumi, trad. Oreste del Buono, Piero Malvano e altri, a cura di O. del Buono, Milano, Feltrinelli, 1962, ISBN 88-07-81043-3, ISBN 88-07-81044-1
- L'uomo a cui piacevano i cani e altri racconti (contiene: In un giorno di pioggia; L'uomo a cui piacevano i cani; Lo scomparso; Cercate la ragazza), trad. Attilio Veraldi, 1974, ISBN 88-07-80708-4, ISBN 978-88-07-80708-4
- Blues di Bay City e altri racconti (contiene: Blues di Bay City; Cercate la ragazza; La giada cinese; In montagna non c'è pace; e Le avventure di Phoebe Zeit-Geist, di Michael O'Donoghue e Frank Springer), trad. Attilio Veraldi, 1975, ISBN 88-07-80720-3 ISBN 978-88-07-80720-6.
- già insieme in Otto storie inedite, Introduzione di Philip Durham, Milano, Feltrinelli, 1964.
- Le nuove storie di Philip Marlowe, trad. di Maria Rosaria de Alteriis, Premessa di Byron Preiss, Introduzione di Frank MacShane, Collana Oscar, Milano, Mondadori, 1991, ISBN 88-04-34802-X.
- trad. Sergio Altieri, in Romanzi e racconti, a cura di Stefano Tani, Collana I Meridiani, Milano, Mondadori, 2005,ISBN 88-04-52050-7 ISBN 88-04-52049-3.

## Sceneggiature
- 1944 - La fiamma del peccato  (Double Indemnity) di Billy Wilder
- 1944 - Il grande silenzio (And Now Tomorrow) di Irving Pichel
- 1945 - Il fantasma (The Unseen) di Lewis Allen
- 1946 - La dalia azzurra (The Blue Dahlia) di George Marshall
- 1951 - L'altro uomo (Strangers on a train) di Alfred Hitchcock

## Al cinema
1947 - La moneta insanguinata (The Brasher Doubloon) di John Brahm dal romanzo Finestra sul vuoto (The High window) del 1942